# Castrillo de Villavega
Castrillo de Villavega – gmina w Hiszpanii, w prowincji Palencia, w Kastylii i León, o powierzchni 33,94 km². W 2011 roku gmina liczyła 210 mieszkańców.